# 102.3 뮤직스튜디오
102.3 뮤직스튜디오는 KBS 대구 2라디오에서 매주 평일 오후 2시부터 방송 중인 라디오 음악 프로그램이다.

## 프로그램 소개
가요와 팝을 아우르는 대중음악 프로그램으로 청취자들에게 다양한 대중음악을 들려주고, 음악과 관련있는 코너들을 마련해 프로그램과 코너의 연결 고리를 만들어 준다.

## 역사
2023년 3월 6일에 첫방송을 시작했으며, 원래는 매일 오전 11시에 방송했으나, 2024년 1월 15일부터 평일 방송으로 축소됐다가, 2024년 10월 7일부터 오후 2시로 시간대를 이동했다.

## 방송 시간
| 방송 채널        | 방송 기간                         | 방송 시간                       |
| ---------------- | --------------------------------- | ------------------------------- |
| KBS 대구 2라디오 | 2023년 3월 6일 ~ 2024년 1월 14일  | 매일 오전 11시 ~ 오후 12시      |
| KBS 대구 2라디오 | 2024년 1월 15일 ~ 2024년 10월 4일 | 매주 평일 오전 11시 ~ 오후 12시 |
| KBS 대구 2라디오 | 2024년 10월 7일 ~ 현재            | 매주 평일 오후 2시 ~ 오후 3시   |

## DJ
- 1대 - 허유원 전 아나운서[1] : 2023년 3월 6일 ~ 2024년 10월 4일
- 2대 - 이채령 아나운서 : 2024년 10월 7일 ~ 현재

## 코너

### 월요일
- 표나리 리포터와 함께 하는 <이 노래를 아시나요!!>.

### 화요일
- 테마뮤직 - 청취자의 신청곡으로 선곡표를 채우는 날.

### 수요일
- 숨은 음악 찾기 - 지역의 인디밴드 / 추억의 음악 격주로 소개.

### 목요일
- 불러주세요~청취자를 찾아가는 코너.

### 금요일
- 라이브가 좋아 - 통기타 가수 <오늘하루>, 조진영이 격주로 출연해 청취자의 신청곡을 라이브로 들려준다.

## 동시간대 관련 경쟁 프로그램
- 류강국 조영주의 즐거운 오후 2시 (대구MBC 표준 FM)